# Urban X Awards
Urban X Awards är ett årligt evenemang i USA som ger utmärkelser till framstående prestationer inom etnisk, det vill säga icke-västerländsk pornografi. Evenemanget, som grundades 2008 av den svarta porrfilmsproducenten Giana Taylor, gick ursprungligen under namnet Urban Spice Awards. Som vid övriga liknande evenemang delas priser ut i en rad kategorier, för olika typer av filmer och sexscener. 

## Historik
| År   | Stad        | Värdar                            |
| ---- | ----------- | --------------------------------- |
| 2008 | Los Angeles | Olivia O'Lovely och Sean Michaels |
| 2009 | Los Angeles | Mr. Marcus och Roxy Reynolds      |
| 2010 | Los Angeles | Misty Stone och Dana DeArmond     |
| 2011 | Los Angeles | Nyomi Banxxx och Alexander Devoe  |

## Invalda i Hall of Fame
- 2008

Byron Long
Devlin Weed
Heather Hunter
Jeannie Pepper
Johnny Keyes
Julian St. Jox
Lacey Duvalle
Lexington Steele
Mr Marcus
Michael Stefano
Misty Stone
Ray Victory
Sean Michaels
Vanessa Del Rio
- 2009

Kitten
Kim Eternity
Mark Anthony
Mika Tan
Sinnamon Love
Sledgehammer
TT Boy
Vanessa Blue
Wesley Pipes
- 2010

Alexander Devoe
Diana DeVoe
Guy DiSilva
Jada Fire
Mercedes Ashley
Nina Hartley
Olivia O’Lovely
Ron Hightower
- 2011

Francesca Le
Jack Napier
Jade Hsu
Lisa Ann
Justin Long
Kelly Starr
Mr Pete
Mandingo
Sara Jay
Shyla Stylez
Spoontaneeus Xtasty
Suave XXX